# Estadio Deportivo Camilo Gallegos Domínguez
El Estadio Camilo Gallegos Domínguez es un estadio multiusos. Está ubicado en la avenida Carlos Espinoza Larrea de la ciudad de Salinas, provincia de Santa Elena. Fue inaugurado el 15 de marzo de 1975. Es usado mayoritariamente para la práctica del fútbol, Tiene capacidad para 4000 espectadores.
Desempeña un importante papel en el fútbol local, ya que los clubes salinenses como el Deportivo Salinas, Salinas Fútbol Club, Carlos Borbor Reyes, Duros del Balón, Independiente Salinas, Salinas Internacional, Daring y Sport Bilbao SV hacían y/o hacen de locales en este escenario deportivo.
El estadio es sede de distintos eventos deportivos a nivel local, así como es escenario para varios eventos de tipo cultural, especialmente conciertos musicales (que también se realizan en el Coliseo Jaime Roldós Aguilera de Salinas).